# Social Party Imberakuri
Die Social Party Imberakuri (Kinyarwanda Ishyaka ry’Imberakuri Riharanira Imibereho Myiza, französisch Parti Social Imberakuri, PS-Imberakuri) ist eine politische Partei in Ruanda. Sie ist seit 2018 mit zwei Abgeordneten im Parlament vertreten. Ihre amtierende Parteivorsitzende ist Stand Juni 2024 Christine Mukabunani.

## Parteigeschichte
| Jahr | Sitze  | Belege            |
| ---- | ------ | ----------------- |
| 2013 | 0 / 80 | [ 1 ]             |
| 2018 | 2 / 80 | [ 2 ] [ 3 ] [ 4 ] |
| 2024 | 2 / 80 | [ 5 ]             |

Die Partei wurde 2008 von Bernard Ntaganda gegründet und konnte vor der Präsidentschaftswahl im August 2010 erfolgreich registriert werden. Am 24. Juni 2010, dem ersten Tag an dem sich Präsidentschaftskandidaten registrieren lassen konnten, wurde Ntaganda verhaftet sowie weitere Mitglieder seiner Partei und der FDU-Inkingi später am selben Tag und am Folgetag. Wie Ntaganda konnte auch der Präsidentschaftskandidat der FDU-Inkingi sowie dessen Partei sich nicht für die Wahl registrieren lassen.
2010 gründete die PS-Imberakuri zusammen mit der Demokratischen Grünen Partei Ruandas (DGPR) und der FDU-Inkingi den Permanent Consultative Council of Opposition Parties (französisch Conseil de concertation permanente des partis d'opposition).
Die Partei spaltete sich bereits seit 2009 immer mehr in Unterstützer Bernard Ntagandas und Unterstützer der damaligen Vizepräsidentin Christine Mukabunani. Die Unterstützer Ntagandas, der aus der Partei ausgeschlossen wurde, gründeten 2011 eine neue Partei. Beide Seiten gaben jeweils an die offizielle PS-Imberakuri zu sein.
Bei der Parlamentswahl 2018 schaffte die Partei unter Christine Mukabunani es erstmals in die Abgeordnetenkammer. Sie erhielt zwei Sitze. Bei der Parlamentswahl im Juli 2024 treten 47 Kandidaten für die Partei an. Die Partei gewann 4,51 Prozent der Stimmen und erneut zwei Sitze in der Abgeordnetenkammer.
Die PS-Imberakuri ist Mitglied des National Consultative Forum of Political Organizations (NFPO).

## Parteimitglieder

### Parteivorstand
Parteivorsitzende ist Stand Juni 2024 Christine Mukabunani und stellvertretender Vorsitzender Jean Claude Ntezirembo. Generalsekretär ist Scholastica Nyiramajyambere und Schatzmeisterin Grace Mary Uwineza.

### Parlamentsabgeordnete
Folgende Kandidaten der PS-Imberakuri sind bei den letzten Parlamentswahlen im Jahr 2018 erfolgreich über die Listenwahl in die Abgeordnetenkammer eingezogen:
- Christine Mukabunani
- Jean René Niyorurema

### Ehemalige Mitglieder

Ehemalige Parteimitglieder
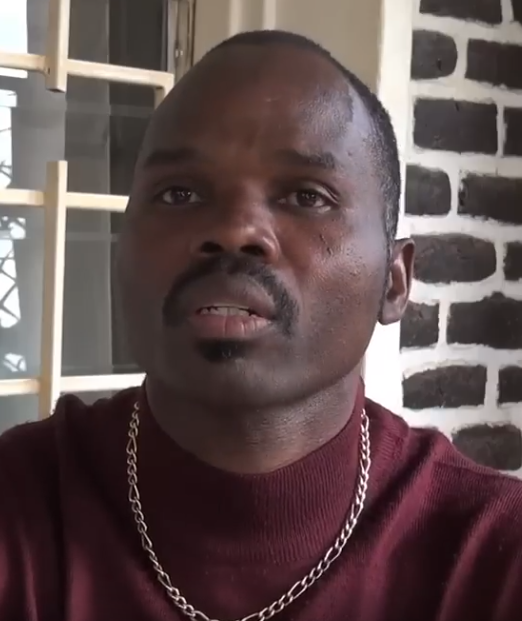
Parteigründer Bernard Ntaganda (2015)

Ehemalige Parteimitglieder sind u. a.:
- Bernard Ntaganda, Parteigründer, 2010 verhaftet